# Рашівка (річка)
Ра́шівка — річка Україні, в межах Гадяцького району Полтавської області. Права притока Псла (басейн Дніпра). 

## Опис
Довжина річки 16 км, площа басейну 51,6 км². Долина у середній та верхній течії вузька, місцями з крутими схилами. Річище слабозвивисте, у верхів'ї часто пересихає, його пересічна ширина 2 м, глибина 0,5 м. Похил річки 3 м/км. Боліт — 0,2 км². Біля села Рашівки споруджено ставок.

## Розташування
Рашівка бере початок на північний схід від села Харківців. Тече на південь і південний захід, у середній течії круто повертає на південний схід, у пониззі тече на схід. Впадає до Псла біля східної околиці села Рашівки. 
На березі річки розташовані села: Харківці та Рашівка.